# Licens att döda
Licens att döda (engelska: The Eiger Sanction) är en amerikansk actionfilm från 1975 av Clint Eastwood med Clint Eastwood, George Kennedy och Vonetta McGee m.fl.

## Handling
Jonathan Hemlock är en konstlärare och samlare som finansierar sin hobby genom att jobba för en statlig byrå med annorlunda uppdrag. Han får ett fall att hitta en person av ett klättringsteam som är en rysk mördare. Han måste därmed följa teamet på en expedition.

## Om filmen
Filmen regisserades av Clint Eastwood. Filmen är en av de få där Universal Pictures ligger bakom en film i vilken Clint Eastwood medverkar; Eastwood tillhör främst Warner Bros.

## I rollerna
- Clint Eastwood - Dr. Jonathan Hemlock
- George Kennedy - Ben Bowman
- Vonetta McGee - Jemima Brown
- Jack Cassidy - Miles Mellough
- Heidi Brühl - Mrs. Anna Montaigne